# Lucas Janszoon Waghenaer
Lucas Janszoon Waghenaer (c. 1534 — c. 1606) foi um cartógrafo neerlandês, e uma figura notável da era dourada da cartografia neerlandesa, conhecido por suas contribuições pioneiras no assunto da cartografia náutica.

## Carreira

### Navegação marítima
Waghenaer é um dos pais fundadores e membros mais famosos da escola da Holanda do Norte, que desempenhou um papel importante no desenvolvimento inicial da criação de cartas náuticas holandesas. Entre 1550 e 1579, Waghenaer navegou pelos mares como um chefe oficial. Durante esses anos, ele deve ter tido contato com navegadores portugueses, espanhóis e italianos.
O conhecimento das cartas marítimas e das instruções de navegação que Waghenaer obteve desses contatos teve grande influência em seus trabalhos posteriores. Após sua carreira marítima, ele trabalhou no porto de Enkhuizen, como coletor de dívidas marítimas.

### Cartografia

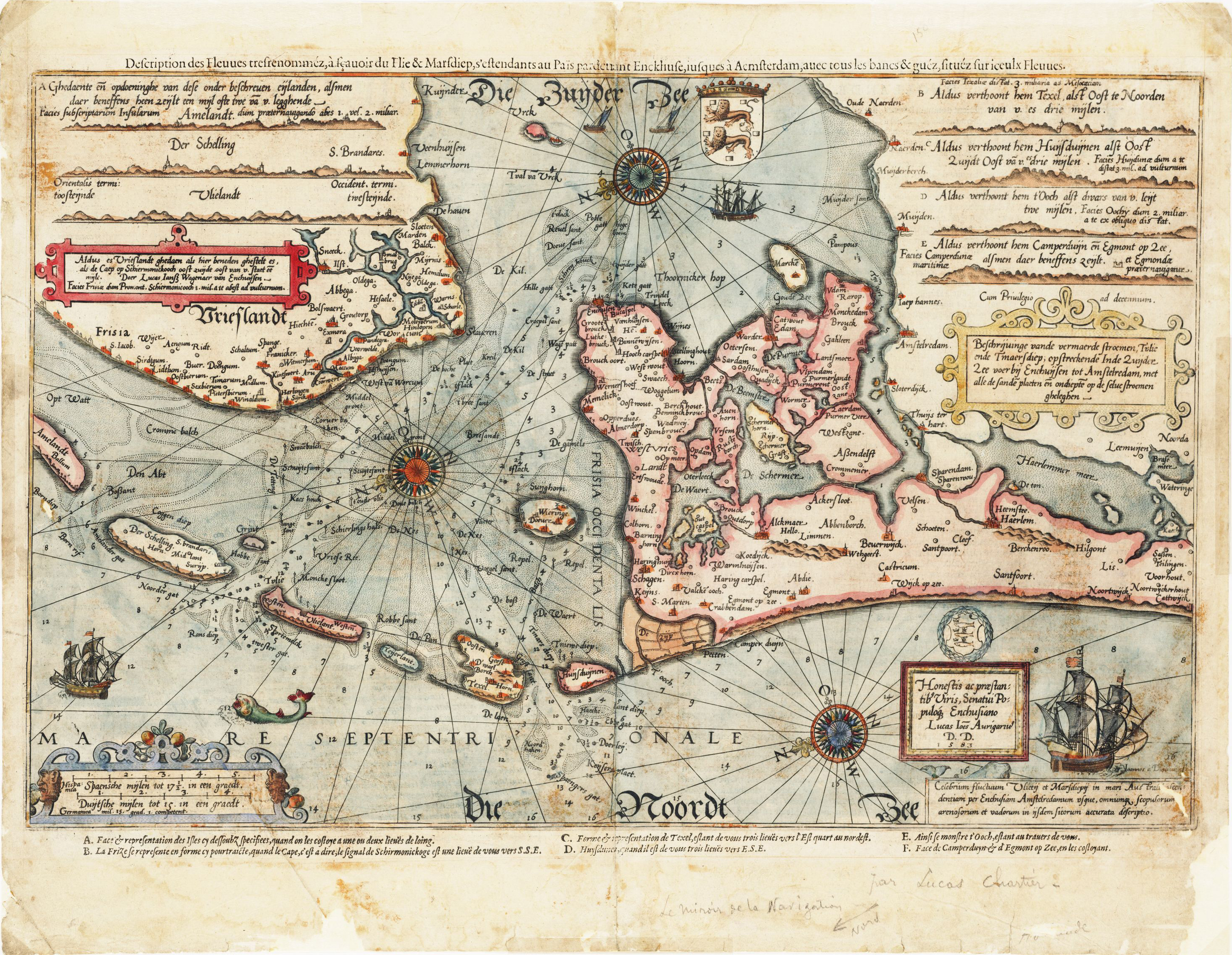
"Zee Caerte van Portugal" (1584)

Sua primeira publicação, Spieghel der zeevaerdt ("Espelho do marinheiro"), apareceu em 1584. Este livro de cartas combinava um atlas de cartas náuticas e instruções de navegação com instruções de navegação nas águas costeiras oeste e noroeste da Europa. 
Foi o primeiro de seu tipo na história da cartografia náutica e foi um sucesso imediato. Uma segunda parte foi publicada no ano seguinte e foi reimpressa várias vezes e traduzida para inglês, alemão, latim e francês.
Em 1592, seu segundo livro piloto, Thresoor der zeevaert ("Tesouro da navegação"), foi publicado. Sua terceira e última publicação, Enchuyser zeecaertboeck ("Livro de navegação náutica de Enkhuizen"), foi lançada em 1598.
Waghenaer morreu por volta de 1606, em Enkhuizen e em aparente pobreza, levando as autoridades municipais a estender sua pensão por mais um ano para sua viúva.